# رنو کلیو
رنو کلیو (Renault Clio) خودرویی در کلاس سوپرمینی است که از سال ۱۹۹۰ در حال تولید است و در سال ۲۰۱۹ وارد پنجمین نسل خود شد. کلیو موفقیت‌های زیادی به‌همراه داشته و از زمان عرضه همواره جزو پرفروش‌ترین خودروهای اروپا بوده‌است.  بازگشت شهرت و اعتبار رنو پس از دوران سخت نیمه دوم دهه ۱۹۸۰ میلادی تا حد زیادی به این خودرو نسبت داده می‌شود. رنو کلیو و فولکس‌واگن گلف تنها خودروهایی هستند که دوبار خودروی سال اروپا شده‌اند. کلیو در سال‌های ۱۹۹۱ و ۲۰۰۶ به‌عنوان خودروی سال اروپا انتخاب شد.
نام این خودرو برگرفته از کلیو، یکی از ۹ دختر زئوس گرفته شده است. این خودرو در ژاپن با نام رنو لوتسیا عرضه می‌شود؛ زیرا هوندا پس از تأسیس کانال فروش هوندا کلیو در سال ۱۹۸۴ حقوق این نام را برای خود محفوظ داشت. از سال ۱۹۹۹ و پس از اتحاد نیسان با رنو، عرضه لوتسیا در بازار ژاپن به این شرکت واگذار شد.

## تاریخچه
این خودرو در اواسط سال ۱۹۹۰ ساخته شد. در ساخت این مدل، از رنو ۵ الهام گرفته شد، که دو بار در سالهای ۱۹۹۴ و ۱۹۹۶ تغییراتی در آن ایجاد شد. نسل دوم از کلیو؛ که با دو تجدید نظر و تغییر نسبت به نسل یکم عرضه شد. در سال ۲۰۰۱ چراغ‌های عقب جدید و چراغ‌های جلو پویاتری طراحی شد. در سال ۲۰۰۳ موتور جدید ۲ لیتری ۱۶ سوپاپ با ۱۷۹ اسب بخار جایگزین موتور قبلی شد. نسل سوم کلیو با موتوری شش سیلندر و ۲۰۱ اسب بخار می‌باشد، که اولین مرحله توسعه آن در سال ۲۰۰۹ انجام شد.
| موتور                    | کد              | حجم             | قدرت                                  | گشتاور                                   | بالاترین سرعت                          | 0–100 کیلومتر/ثانیه | مصرف ترکیبی                                                    | انتشار CO2      |
| موتورهای بنزینی          | موتورهای بنزینی | موتورهای بنزینی | موتورهای بنزینی                       | موتورهای بنزینی                          | موتورهای بنزینی                        | موتورهای بنزینی     | موتورهای بنزینی                                                | موتورهای بنزینی |
| ------------------------ | --------------- | --------------- | ------------------------------------- | ---------------------------------------- | -------------------------------------- | ------------------- | -------------------------------------------------------------- | --------------- |
| 0.9 12v Energy TCe       | H4Bt 400        | 898 cc          | ۹۰ اسب بخار (۶۷ کیلووات) at 5250 rpm  | ۱۳۵ نیوتن متر (۱۰۰ پوند-فوت) at 2500 rpm | ۱۸۲ کیلومتر بر ساعت (۱۱۳ مایل بر ساعت) | 12.2 s              | ۴٫۵ لیتر بر ۱۰۰ کیلومتر (۶۳ مایل بر imperial گالون بریتانیایی) | 104 g/km        |
| 0.9 12v Energy TCe 99g   | H4Bt 400        | 898 cc          | ۹۰ اسب بخار (۶۷ کیلووات) at 5250 rpm  | ۱۳۵ نیوتن متر (۱۰۰ پوند-فوت) at 2500 rpm | ۱۸۵ کیلومتر بر ساعت (۱۱۵ مایل بر ساعت) | 13.0 s              | ۴٫۳ لیتر بر ۱۰۰ کیلومتر (۶۶ مایل بر گالون بریتانیایی)          | 99 g/km         |
| 1.2 16v 75               | D4F 740         | 1,149 cc        | ۷۵ اسب بخار (۵۶ کیلووات) at 5500 rpm  | ۱۰۷ نیوتن متر (۷۹ پوند-فوت) at 4250 rpm  | ۱۶۷ کیلومتر بر ساعت (۱۰۴ مایل بر ساعت) | 14.5 s              | ۵٫۵ لیتر بر ۱۰۰ کیلومتر (۵۱ مایل بر گالون بریتانیایی)          | 127 g/km        |
| 1.2 16v TCe 120          | H5Ft            | 1,149 cc        | ۱۱۹ اسب بخار (۸۹ کیلووات) at 4900 rpm | ۱۹۰ نیوتن متر (۱۴۰ پوند-فوت) at 2000 rpm | ۱۹۹ کیلومتر بر ساعت (۱۲۴ مایل بر ساعت) | 9.4 s               | ۵٫۲ لیتر بر ۱۰۰ کیلومتر (۵۴ مایل بر گالون بریتانیایی)          | 120 g/km        |
| 1.2 16v Energy TCe 120   | H5Ft            | 1,197 cc        | ۱۱۸ اسب بخار (۸۸ کیلووات) at 5500 rpm | ۲۰۵ نیوتن متر (۱۵۱ پوند-فوت) at 2000 rpm | ۱۹۹ کیلومتر بر ساعت (۱۲۴ مایل بر ساعت) | 9.0 s               | ۵٫۳ لیتر بر ۱۰۰ کیلومتر (۵۳ مایل بر گالون بریتانیایی)          | 118 g/km        |
| موتورهای دیزل            |                 |                 |                                       |                                          |                                        |                     |                                                                |                 |
| 1.5 8v dCi 75            | K9K 612         | 1,461 cc        | ۷۵ اسب بخار (۵۶ کیلووات) at 4000 rpm  | ۲۰۰ نیوتن متر (۱۴۸ پوند-فوت) at 1750 rpm | ۱۶۸ کیلومتر بر ساعت (۱۰۴ مایل بر ساعت) | 14.3 s              | ۳٫۶ لیتر بر ۱۰۰ کیلومتر (۷۸ مایل بر گالون بریتانیایی)          | 95 g/km         |
| 1.5 8v Energy dCi 90     | K9K 608         | 1,461 cc        | ۹۰ اسب بخار (۶۷ کیلووات) at 4000 rpm  | ۲۲۰ نیوتن متر (۱۶۲ پوند-فوت) at 1750 rpm | ۱۷۸ کیلومتر بر ساعت (۱۱۱ مایل بر ساعت) | 11.7 s              | ۳٫۴ لیتر بر ۱۰۰ کیلومتر (۸۳ مایل بر گالون بریتانیایی)          | 90 g/km         |
| 1.5 8v Energy dCi 90 83g | K9K 608         | 1,461 cc        | ۹۰ اسب بخار (۶۷ کیلووات) at 4000 rpm  | ۲۲۰ نیوتن متر (۱۶۲ پوند-فوت) at 1750 rpm | ۱۸۰ کیلومتر بر ساعت (۱۱۲ مایل بر ساعت) | 12.1 s              | ۳٫۲ لیتر بر ۱۰۰ کیلومتر (۸۸ مایل بر گالون بریتانیایی)          | 83 g/km         |